# Péninsule Ushuaïa
La péninsule Ushuaïa (en espagnol : península Ushuaia) ou péninsule d'Ushuaïa, est un accident géographique situé sur la rive septentrionale du canal Beagle, sur la côte sud de la grande île de la Terre de Feu, dans la région la plus australe de l'Amérique du Sud. Elle appartient administrativement au département d'Ushuaïa, dans la province de Terre de Feu, Antarctique et Îles de l’Atlantique Sud au sud de la Patagonie argentine.
Cette péninsule possède des côtes basses, sablonneuses et tourbo-limoneuses, avec d'abondants galets. L'amplitude des marées y est faible. Elle ferme à l'ouest la vaste étendue d'eau appelée baie d'Ushuaïa (bahía de Ushuaia), qu'elle sépare de la baie Golondrina. À la base de la péninsule se trouve la ville d'Ushuaïa.

## Histoire

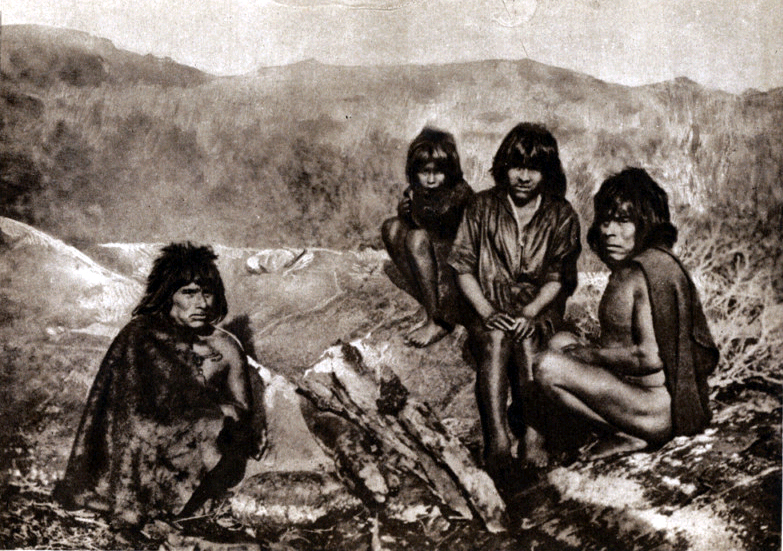
Les Yamanas étaient les premiers habitants de la péninsule Ushuaïa.

### Premiers habitants
Les chasseurs, cueilleurs et pêcheurs du « peuple canotier » des Yamanas ou Yaganes occupent la péninsule, exploitant ses ressources biologiques. Des puits circulaires peuvent, aujourd'hui encore, être observés dans la zone archéologique Yaiyoashaga située au nord de l'isthme. Ils s'alimentaient d'oiseaux, de mammifères marins ainsi que de moules (Mulinia edulis, Mytilus chilensis, Aulacomya atra, Yoldia). Ces Amérindiens sont ses seuls habitants jusqu'à l'arrivée des colons occidentaux, lorsque commence à se peupler la ville qui deviendra Ushuaïa, en 1869.

### Colonisation occidentale de la région

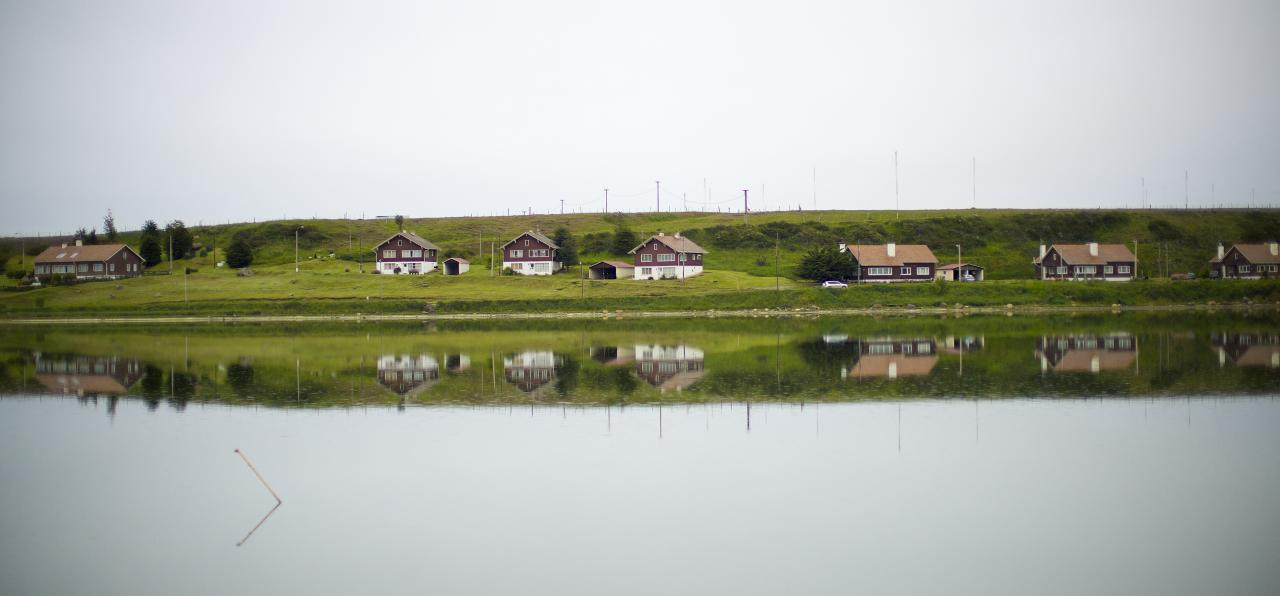
Quartier La Misión Baja, sur la base de la péninsule Ushuaïa, de l'autre côté de la baie Encerrada.

C'est à la base de la péninsule que s'établit le premier peuplement occidental de l'archipel austral fuégien lorsque, à partir du 14 janvier 1869, le missionnaire anglais Waite Stirling vécut pendant six mois avec les Yaganes. Un monument a depuis été érigé à l'emplacement exact de cet établissement. L'année suivante, le centre historique de la ville d'Ushuaïa voit le jour : la Misión Anglicana de Ushuaia (mission anglicane d'Ushuaïa), juste à la base de la péninsule, sur le site connu sous le nom de « La Misión », qui fermera en 1907, les Yaganes n'ayant pas résisté aux nombreuses maladies apportées par les navires occidentaux. Les missionnaires donnent à cet accident géographique le nom de péninsule MacClinton, dénomination qui n'est pas restée. En 1943, la Gobernación Marítima de Tierra del Fuego est créée et les six familles que vivaient sur la péninsule durent quitter leurs maisons. Des années plus tard, un quartier de la Marine sera construit dans la zone et prendra le nom de Barrio La Misión Baja.
Pendant l'été 1933-1934, les détenus de la prison d'Ushuaïa construisent, dans le secteur intérieur de la péninsule, la première piste d'atterrissage de la région, à l'aide de chariots, de pelles et de pioches. En 1944, la Marine argentine introduit sur la péninsule les premiers lapins de la zone sud sur la Grande Île, ces derniers gagneront par la suite une grande partie du territoire de l'île. La même année, la passerelle Prefecto Luis P. Fique est construite, permettant de réunir le centre de la ville avec la péninsule. En 1948, la station aéronavale est construite et, en 1950, les pistes d'atterrissage utilisées à des fins commerciales jusque dans les années 1990. Pendant l'hiver 1958, le hangar de l'Aéroclub d'Ushuaïa est construit à l'extrémité nord de la piste principale.

## Géographie

### Étymologie du toponyme
Étymologiquement, ce toponyme fait référence au nom de la baie, lequel sera employé plus tard pour donner son nom à la ville d'Ushuaïa.

### Description géographique

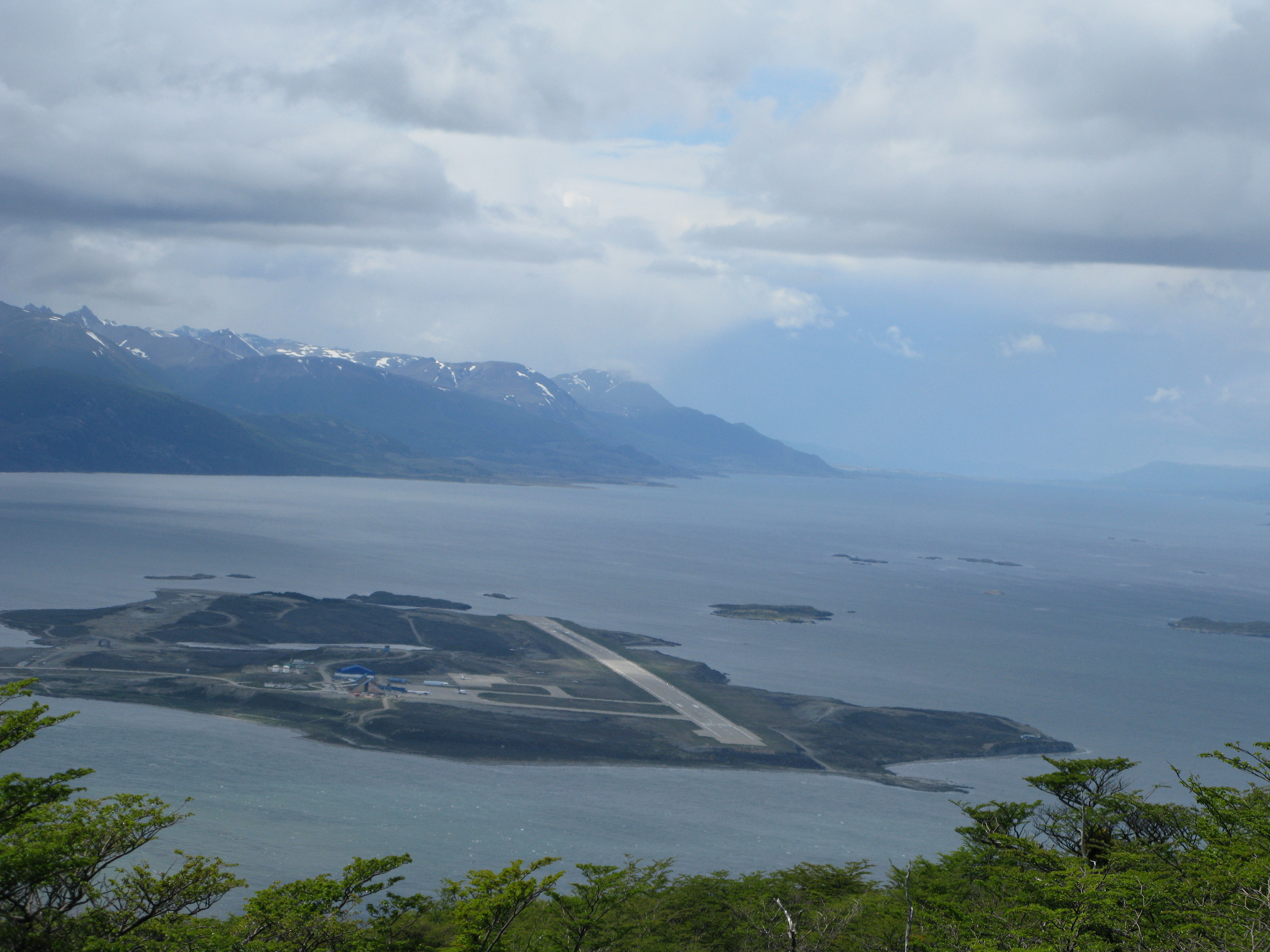
Vue du secteur externe de la péninsule Ushuaïa.

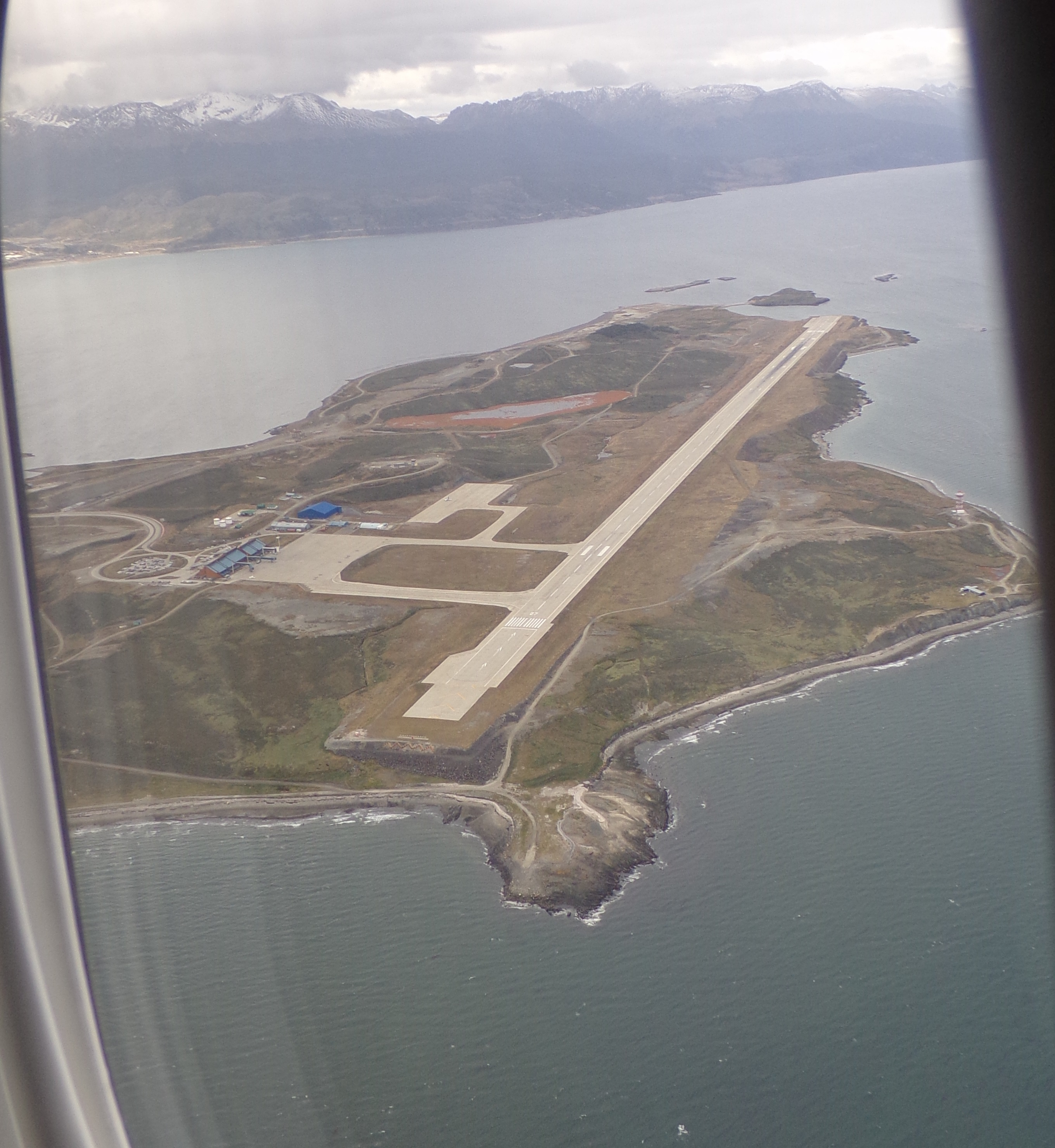
Vue aérienne de la péninsule.

La péninsule Ushuaïa est une vaste langue de terre, peu élevée, qui s'enfonce profondément dans les eaux du canal. Ses côtes sont recouvertes principalement de galets, de sable et de limon. Elle est située — sur la rive nord — dans le secteur médian du canal Beagle, passage interocéanique reliant le Pacifique Sud à l'Atlantique Sud, au sud de la Terre de Feu. La base de la péninsule, qui la rattache à la grande île de la Terre de Feu mesure de 1 670 m de large, et la distance qui sépare cette base de la pointe de la péninsule (au sud-est) mesure 4,6 km de long. La péninsule est divisée en deux grands secteurs, le secteur basal ou interne a une largeur de 2 450 m, alors que le secteur apical ou externe a une largeur maximale de 2 475 m. Les deux secteurs sont séparés par un isthme de seulement 545 m à marée basse. À travers cet isthme, un canal naturel s'écoulait à l'origine et conférait à l'actuel secteur externe le statut d'île.
La base de la péninsule sépare la baie Encerrada au nord-est de la baie Golondrina au sud-ouest. À l'est de la péninsule se trouve un cap, entouré par les eaux de la baie d'Ushuaïa, qui est connu sous le nom de punta Observatorio. Sur le cap est située une balise, la baliza Punta Observatorio, située près de l'extrémité nord de l'ancienne piste d'atterrissage, de 1 700 mètres de long, de l'ancien aéroport d'Ushuaïa, reconverti en station aéronavale (Estación Aeronaval Ushuaia). En direction du sud, à partir de la pointe Observatorio, se trouve la plage playa La Misión, à la pente douce et composée de sable fin et de fragments de galets. Elle s'étend jusqu'à la crique (caleta Aspirante), laquelle est séparée de la partie la plus profonde de la baie Golondrina, situé au sud-ouest, par l'isthme de la péninsule Ushuaïa. La portion péninsulaire externe est la plus importante ; c'est sur cette portion que se trouve l'Aéroport international d'Ushuaïa-Malvinas Argentinas moderne, doté d'une piste de plus de 3 000 m de long. Les côtes de ce secteur de la péninsule sont de natures variées avec des criques, des falaises et des rochers affleurant, parmi lesquels les Rocas Oscuras, au sud-est. À l'extrémité sud-ouest de la péninsule se trouve la punta Occidental ; à l'extrémité nord-est la punta Oriental et à l'extrémité sud-est la punta Sur. Au sud, une ancienne presqu'île de 500 m de long est reliée à la péninsule par une étroite langue de galets et de sable de 50 m de large, cette péninsule secondaire est surnommée isla Dos Lomos. En face de cette dernière, séparées par les eaux du passage Chico (paso Chico), se trouvent les îles les plus proches de l'archipel des îles Warden : les îles Chata, Casco et Conejo. Ces îles sont d'anciens nunataks rocheux, datant de l'époque où le canal Beagle était un gigantesque glacier. La côte sud-ouest de la péninsule donne directement sur les eaux ouvertes dudit canal. À l'extrémité sud la péninsule se trouve la station « Ushuaïa » du GAW–SMN. Ce secteur est bordé de hautes falaises actives (i.e. donnant directement sur des eaux profondes) ; alors que, dans le reste de la péninsule, les falaises inactives et les plages de dunes dominent.
Géologiquement sa structure est composée de dépôts marins générés pendant la dernière période glaciaire à la fin du Quaternaire qui se termine au début de l'Holocène.

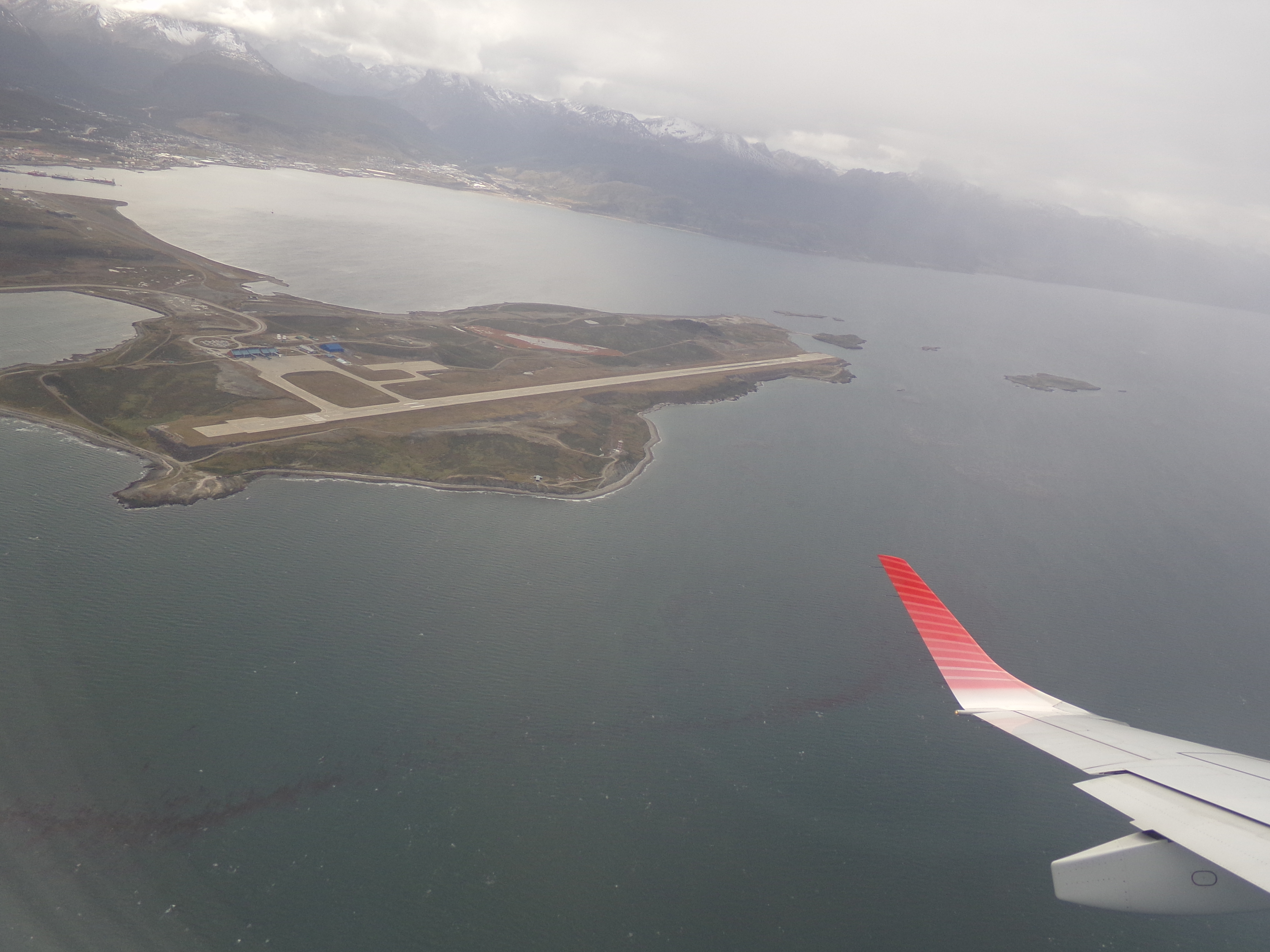
Vue aérienne depuis un Embraer 190 d'Austral.
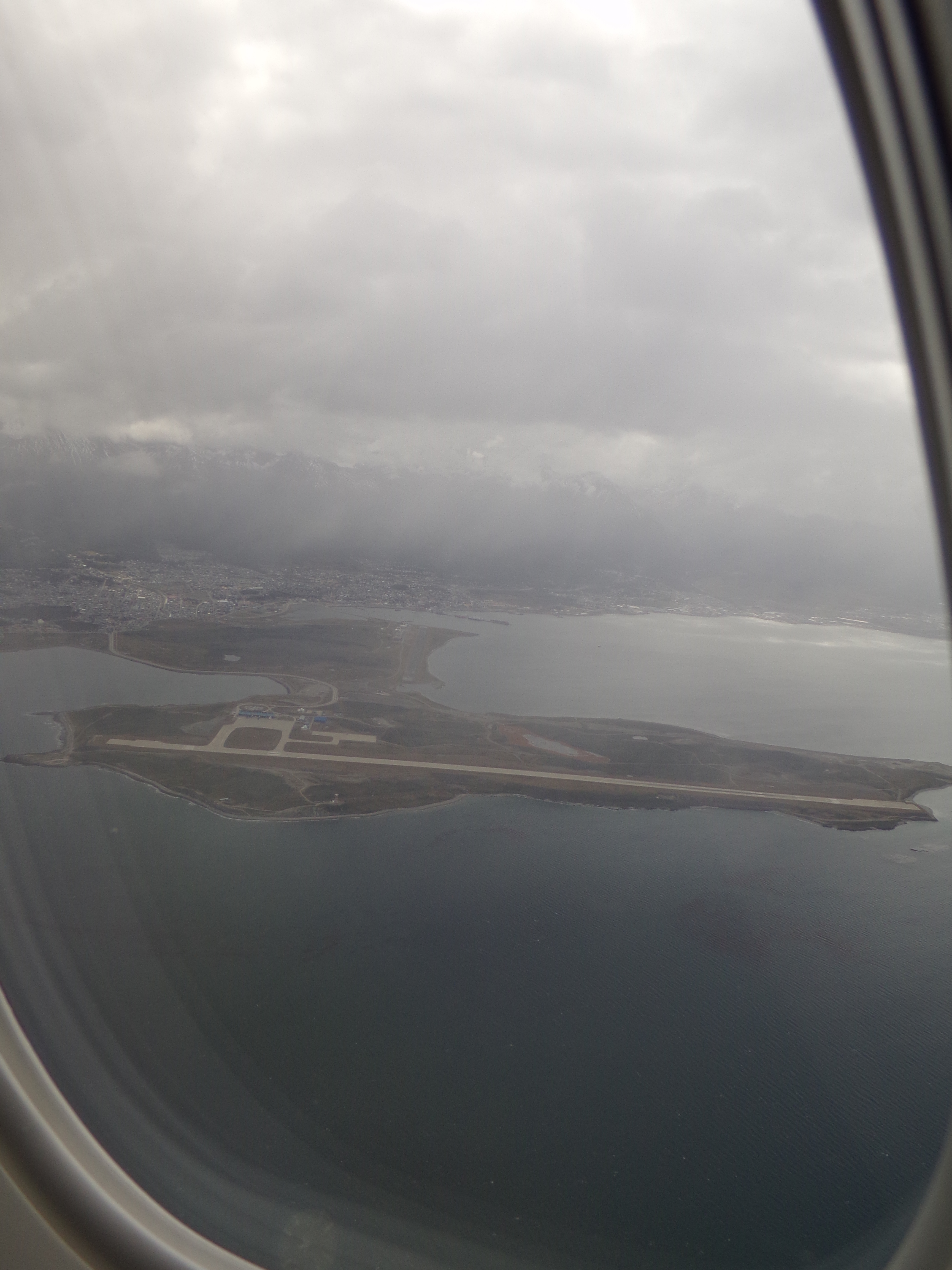
Vue aérienne depuis le sud, avec la ville d'Ushuaïa à l'arrière-plan.
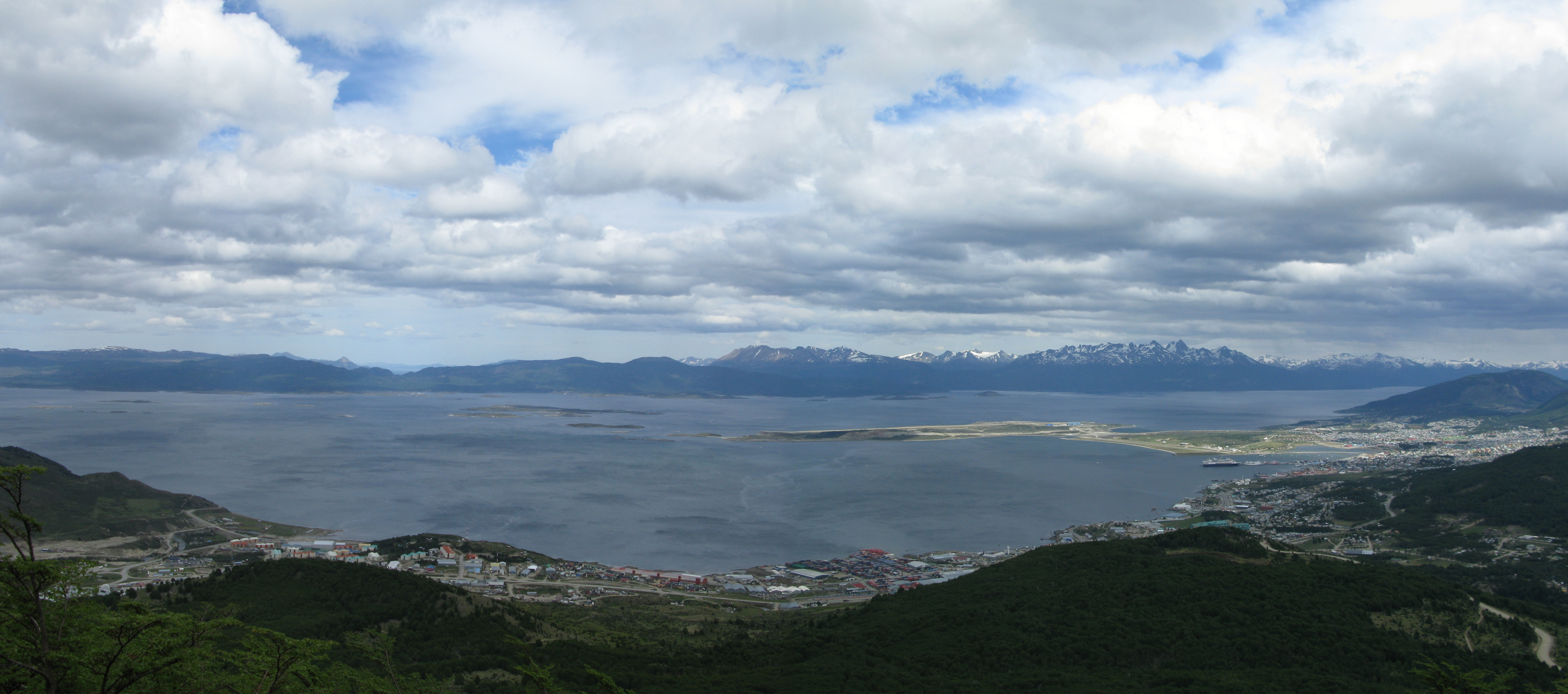
Vue de la péninsule (sur la droite).

Entre 8 000 et 3 860 ans AP, la péninsule couvrait une superficie bien moindre, bien que le secteur externe de la péninsule actuelle constituait une île, et les rivières actuelles du secteur basal étaient recouvertes par la mer, les eaux du canal Beagle étant plus élevées. Par la suite, une diminution de quelques mètres du niveau de la mer a permis de réunir la péninsule avec l'île en face et lui a donné ses limites actuelles.

## Voies d'accès
Il est possible d'accéder à la péninsule depuis la ville d'Ushuaïa grâce à une avenue goudronnée qui conduit jusqu'à l'aéroport international d'Ushuaïa situé sur la péninsule. Malheureusement, les attractions touristiques situées le long des côtes de la péninsule reste encore grandement inaccessibles, en raison de la proximité de la zone militaire, et malgré leur proximité du centre-ville.

## Climat

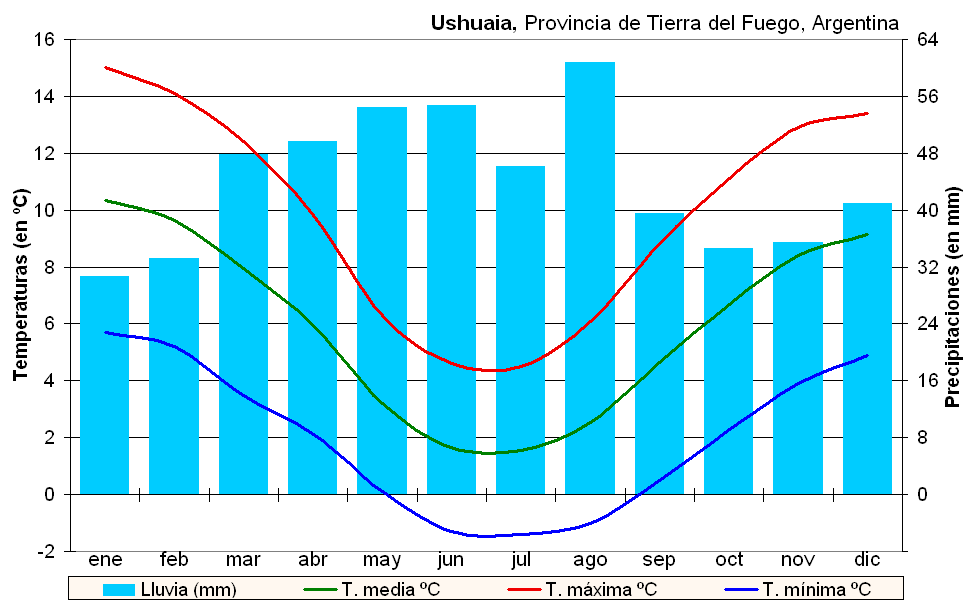
Climat d'Ushuaïa, applicable à la péninsule Ushuaïa.

Le climat de la péninsule Ushuaïa appartient au subpolaire océanique ou « patagonique humide ». Elle a une température moyenne annuelle de 5,7 °C et une rare oscillation thermique annuelle, qui va de -0,3 en juillet à 9,4 °C en janvier ; les températures de plus de 15 °C en été et inférieures à −8 °C en hiver sont assez rares. Les records de températures absolus sont de 29,4 °C (en décembre) et de −25,1 °C (en juillet). Le froid persistant est tel qu'en plein été austral des chutes de neige ont été observées et des températures descendant jusqu'à −6 °C. Les précipitations, qui tombent sous la forme de neige en hiver, sont réparties de manière équivalente tout au long de l'année, représentant un total de 524 mm. Ces précipitations, si elles semblent faibles, en raison des basses températures constantes, sont suffisantes pour conférer à la péninsule un climat humide. Le nombre de jours annuel avec des précipitations est élevé — 200 jours par an —, les jours brumeux et nuageux étant encore plus nombreux.

## Diversité biologique
La péninsule appartient à l'écorégion terrestre forêts magellaniques subpolaires alors que les eaux qui l'entourent font partie de l'et à l'écorégion marine canaux et fjords du sud du Chili (es)
.

### Faune
Ses eaux et côtes abritent des espèces typiques du sud-est de l'océan Pacifique, comme le brassemer cendré.
Les côtes de la péninsule sont riches en oiseaux et mammifères marins, poissons et divers invertébrés, parmi lesquels se détache en particulier le crabe royal de Patagonie (Lithodes santolla) dont la chair est réputée pour son goût délicat et qui est le plat culinaire typique de la région. Les otaries à crinière (Otaria flavescens) et les otaries à fourrure australe (Arctophoca australis australis) peuplent ses côtes, les oiseaux marins comme le goéland de Scoresby (Larus scoresbii) et le cormoran impérial (Leucocarbo atriceps).
Les registres historiques font référence à une colonie de manchots de Magellan (Spheniscus magellanicus), autrefois située au sud-ouest de la péninsule Ushuaïa, mais ayant disparu, pour une ou des raisons inconnues, au milieu des années 1950.

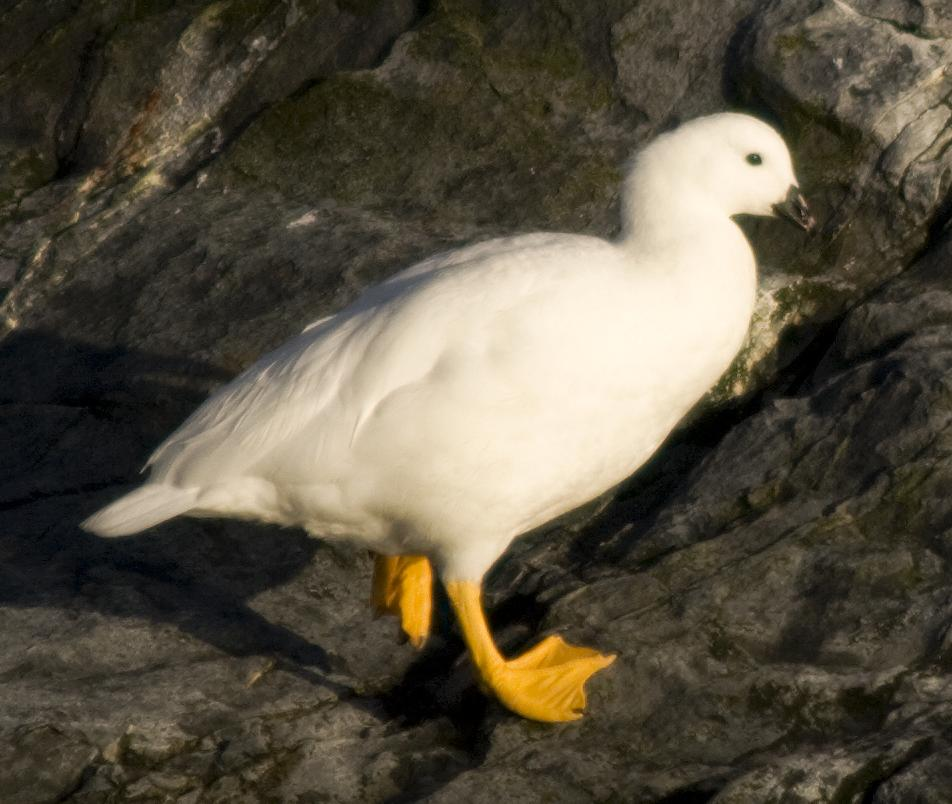
Ouette marine (Chloephaga hybrida).
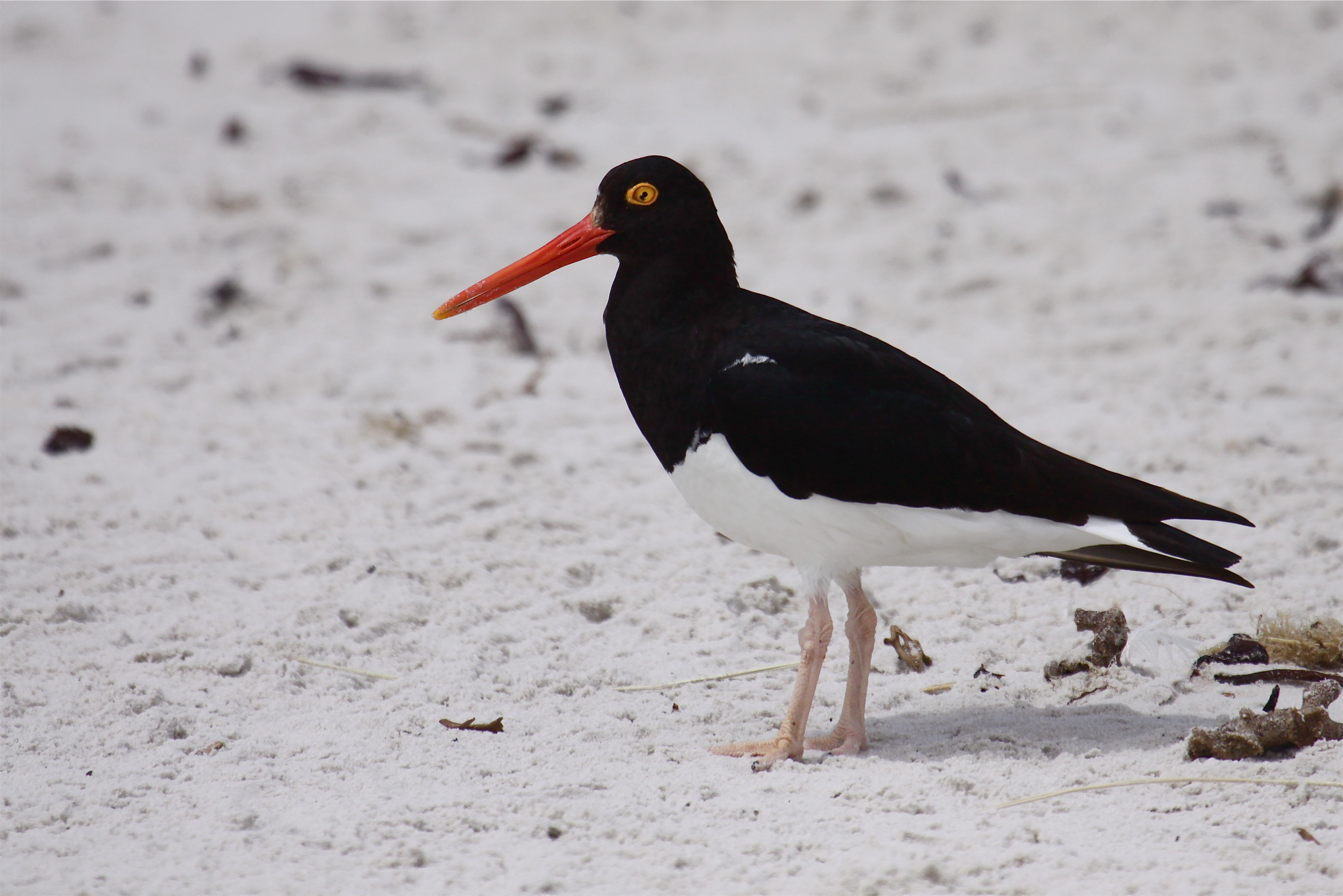
Huîtrier de Garnot (Haematopus leucopodus).
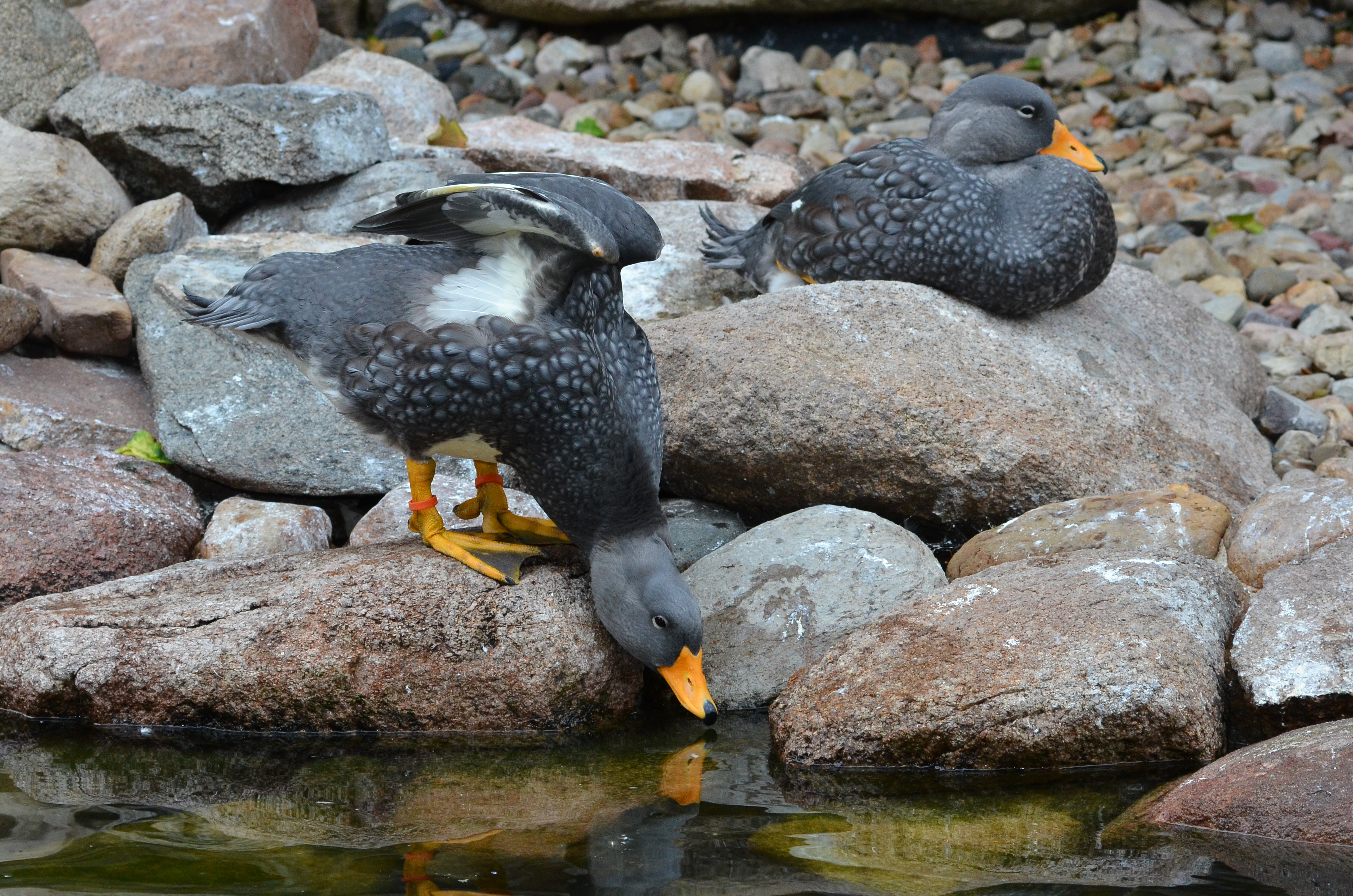
Couple de brassemer cendré.

### Flore
Les eaux qui entourent la péninsule abritent des champs de Macrocystis pyrifera ou cachiyuyos gigantes, d'algues brunes dans d'énormes proportions. Ces algues permettent le développement d'une riche biodiversité marine. Bien que les températures soient froides toute l'année, à l'origine la péninsule était recouverte de hautes forêts magellaniques subpolaires, lesquelles sont détruites dans la seconde moitié du XIXe siècle et la première moitié du XXe siècle. Aujourd'hui, elle est surtout dominée par les prairies et les tourbières, avec certains secteurs arbustifs.

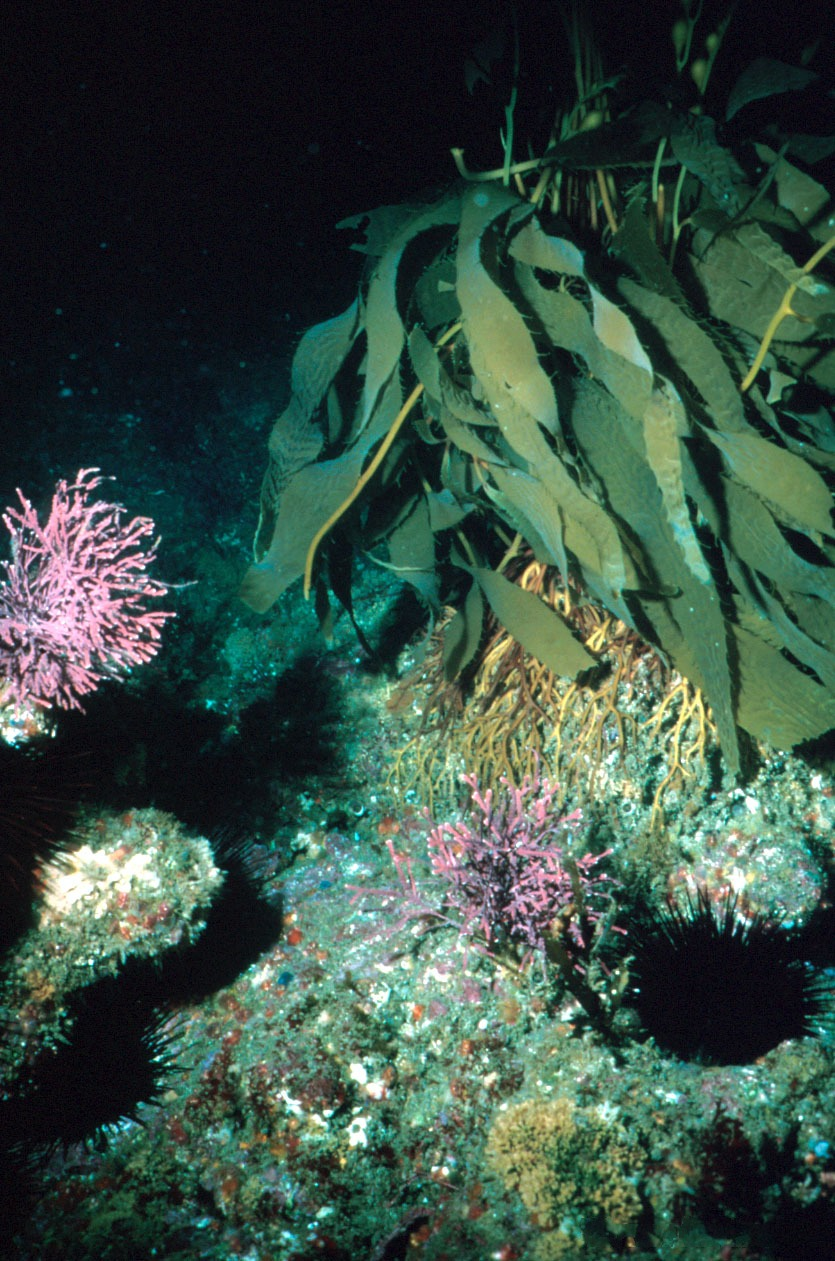
Macrocystis pyrifera.